# Jörg Eisele
Jörg Eisele (* 26. September 1969 in Schwäbisch Gmünd) ist ein deutscher Rechtswissenschaftler und Professor für Deutsches und Europäisches Straf- und Strafprozessrecht, Wirtschaftsstrafrecht und Computerstrafrecht an der Eberhard Karls Universität Tübingen.

## Leben
Eisele wuchs in Waldstetten auf, legte 1989 das Abitur am Parler Gymnasium in Schwäbisch Gmünd ab und studierte nach dem Wehrdienst ab 1991 Rechtswissenschaft an der Eberhard Karls Universität Tübingen. 1995 schloss er sein Studium mit dem ersten Staatsexamen ab. Von August 1995 bis April 1999 war er Mitarbeiter von Ulrich Weber am Lehrstuhl für Straf- und Strafprozessrecht der Universität Tübingen. Im Mai 1997 wurde er bei Jan Schröder in Tübingen mit der Dissertation Haftungsfreistellung von Vereinsmitgliedern und Vereinsorganen in nichtwirtschaftlichen Vereinen promoviert. Dafür wurde er mit dem Preis der Reinhold-und-Maria-Teufel-Stiftung ausgezeichnet. 1999 legte er sein zweites Staatsexamen in Stuttgart ab. Von Mai 1999 bis März 2003 war er Wissenschaftlicher Assistent bei Fritjof Haft am Lehrstuhl für Strafrecht, Strafprozessrecht, Rechtsphilosophie und Rechtsinformatik der Universität Tübingen. Im Juni 2003 wurde er an der Universität Tübingen für die Fachgebiete Deutsches und Internationales Straf- und Strafprozessrecht, Rechtsinformatik und Außergerichtliche Konfliktbeilegung habilitiert.
Am 22. Januar 2004 wurde Eisele zum Universitätsprofessor an der Universität Konstanz ernannt und hatte den Lehrstuhl für Deutsches und Europäisches Straf- und Strafprozessrecht, Rechtsinformatik, Außergerichtliche Konfliktbeilegung inne. Nachdem er Rufe an die Universitäten Augsburg (2006) und Bayreuth (2010) abgelehnt hatte, nahm er zum 1. April 2013 einen Ruf an die Universität Tübingen an und übernahm zugleich mit dem Lehrstuhl die Leitung der Forschungsstelle für Europäisches Straf- und Strafprozessrecht „eurocrim“ gemeinsam mit Kristian Kühl. Für seine Lehrleistungen wurde er im Jahr 2011 von der Universität Konstanz für den hochschul- und fächerübergreifenden Landeslehrpreis des Landes Baden-Württemberg sowie den ars legendi-Preis für exzellente Hochschullehre des Stifterverbandes und der Hochschulrektorenkonferenz nominiert.
Eisele ist Mitautor und Mitherausgeber des Gesetzeskommentars zum Strafgesetzbuch Schönke-Schröder, Mitautor des Kommentars Grabitz/Hilf/Nettesheim, Das Recht der Europäischen Union, Autor dreier Lehrbücher zum Strafrecht Besonderer Teil, eines Lehrbuches zum Computer- und Medienstrafrecht, Mitautor des Klassikers Baumann/Weber/Mitsch/Eisele, Strafrecht Allgemeiner Teil sowie Mitherausgeber der Tübinger Schriften zum internationalen und europäischen Recht  und der Beiträge zum Strafrecht - Contributions to Criminal Law, Mitherausgeber und Gesamtschriftleiter der Zeitschrift für die gesamte Strafrechtswissenschaft (ZStW), ständiger Mitarbeiter der Rechtsprechungsübersicht der Juristischen Schulung (JuS), wissenschaftlicher Beirat der Zeitschrift Jura Studium & Examen (JSE). Als Gutachter bzw. Sachverständiger war er u. a. im EnBW-Untersuchungsausschuss, Edathy-Untersuchungsausschuss sowie in zahlreichen Gesetzgebungsverfahren im Rechtsausschuss des Bundestages tätig. Er war von 2015 bis 2017 Mitglied der Kommission zur Reform des Sexualstrafrechts des Bundesministeriums der Justiz und für Verbraucherschutz, ist (Gründungs-)Mitglied des Instituts für Recht und Religion an der Universität Tübingen, Stellvertretender Vorsitzender der Lebendspendekommission der Bezirksärztekammer Südwürttemberg, Stellvertretender Vorsitzender der Deutschen Landesgruppe der Association Internationale de Droit Pénal (AIDP) e. V., Beirat der Deutsch-Kolumbianischen Juristenvereinigung sowie Ehrenmitglied der juristischen Vereinigung Phi Delta Phi. Seit 2021 ist er als von der Landesregierung Baden-Württemberg benannter Experte (Co)Vorsitzender der Kommission zur Aufarbeitung sexuellen Missbrauchs in der Diözese Rottenburg-Stuttgart.

## Schriften (Auswahl)
- Haftungsfreistellung von Vereinsmitgliedern und Vereinsorganen in nichtwirtschaftlichen Vereinen (= Schriften zum Bürgerlichen Recht. Bd. 206). Duncker & Humblot, Berlin 1998, ISBN 3-428-09242-2 (Dissertation, Universität Tübingen, 1997).
- Die Regelbeispielsmethode im Strafrecht. Zugleich ein Beitrag zur Lehre vom Tatbestand (= Tübinger Rechtswissenschaftliche Abhandlungen. Band 97). Mohr Siebeck, Tübingen 2004, ISBN 3-16-148299-9 (Habilitationsschrift, Universität Tübingen, 2003).
- Strafrecht – Besonderer Teil I. Kohlhammer, Stuttgart 2008, ISBN 978-3-17-018396-4; 6. überarbeitete Auflage 2021, ISBN 978-3-17-039712-5.
- Strafrecht – Besonderer Teil II. Kohlhammer, Stuttgart 2009, ISBN 978-3-17-018397-1; 6., überarbeitete Auflage 2021, ISBN 978-3-17-039716-3.
- Mitherausgeber und Mitautor von: Schönke/Schröder: Strafgesetzbuch. Kommentar. 27. Auflage. Beck, München 2006, ISBN 3-406-51729-3; 30., neu bearbeitete Auflage 2019, ISBN 978-3-406-70383-6.
- Compliance und Datenschutzstrafrecht: Strafrechtliche Grenzen der Arbeitnehmerüberwachung (= Schriften zu Compliance. Bd. 3). Nomos, Baden-Baden 2012, ISBN 978-3-8329-7256-1.
- Computer- und Medienstrafrecht. Beck, München 2013, ISBN 978-3-406-64673-7.
- Der Sanktionsdurchgriff im Unternehmensverbund. Analyse aus rechtstatsächlicher und rechtsdogmatischer Perspektive, hrsg. mit Jens Koch, Hans Theile, Mohr Siebeck, Tübingen 2014, ISBN 978-3-16-153072-2.
- Baumann/Weber/Mitsch/Eisele, Strafrecht – Allgemeiner Teil., 12. Auflage, Gieseking, Bielefeld 2016, ISBN 978-3-7694-1118-8; 13. Auflage 2021, ISBN 978-3-7694-1246-8.
- Eisele/Heinrich/Mitsch, Strafrechtsfälle und Lösungen, 7. Auflage, Gieseking, Bielefeld 2019, ISBN 978-3-7694-1215-4.
- Eisele/Heinrich, Strafrecht – Allgemeiner Teil für Studienanfänger. Kohlhammer, Stuttgart 2017, ISBN 978-3-17-022966-2; 2. überarbeitete Auflage 2020, ISBN 978-3-17-038966-3.
- Eisele/Heinrich, Strafrecht – Besonderer Teil für Studienanfänger. Kohlhammer, Stuttgart 2020, ISBN 978-3-17-022965-5.
- (Hrsg.): Past and Future, Transitional Justice versus Traditional Criminal Justice? Ways of Dealing with Past Conflicts and Past Autocracies. Nomos, Baden-Baden, 2020, ISBN 978-3-8487-6818-9.
- Strafrecht, Fallrepetitorium zum Allgemeinen und Besonderen Teil. 6. Auflage. Beck, München 2021, ISBN 978-3-406-76490-5.